# 오테촌
오테촌(小手村)은 후쿠시마현 다테군에 있던 촌이다. 1955년 3월 1일 오테촌, 쓰키다테정 등 2개 정·촌이 합병하여 쓰키다테정이 신설되고 폐지되었다.

## 역사
- 1889년 4월 1일 - 정촌제 시행에 의해 4촌의 구역을 가지고 성립하였다.
- 1893년 2월 3일 - 오아자 오지마가 분립해 오지마촌이 성립하였다.
- 1955년 3월 1일 - 오테촌, 쓰키다테정 등 2개 정·촌이 합병하여 쓰키다테정이 신설되고, 오테촌 등은 폐지되었다.

## 참고 문헌
- 角川日本地名大辞典 7 福島県